# 오질루 셰레르

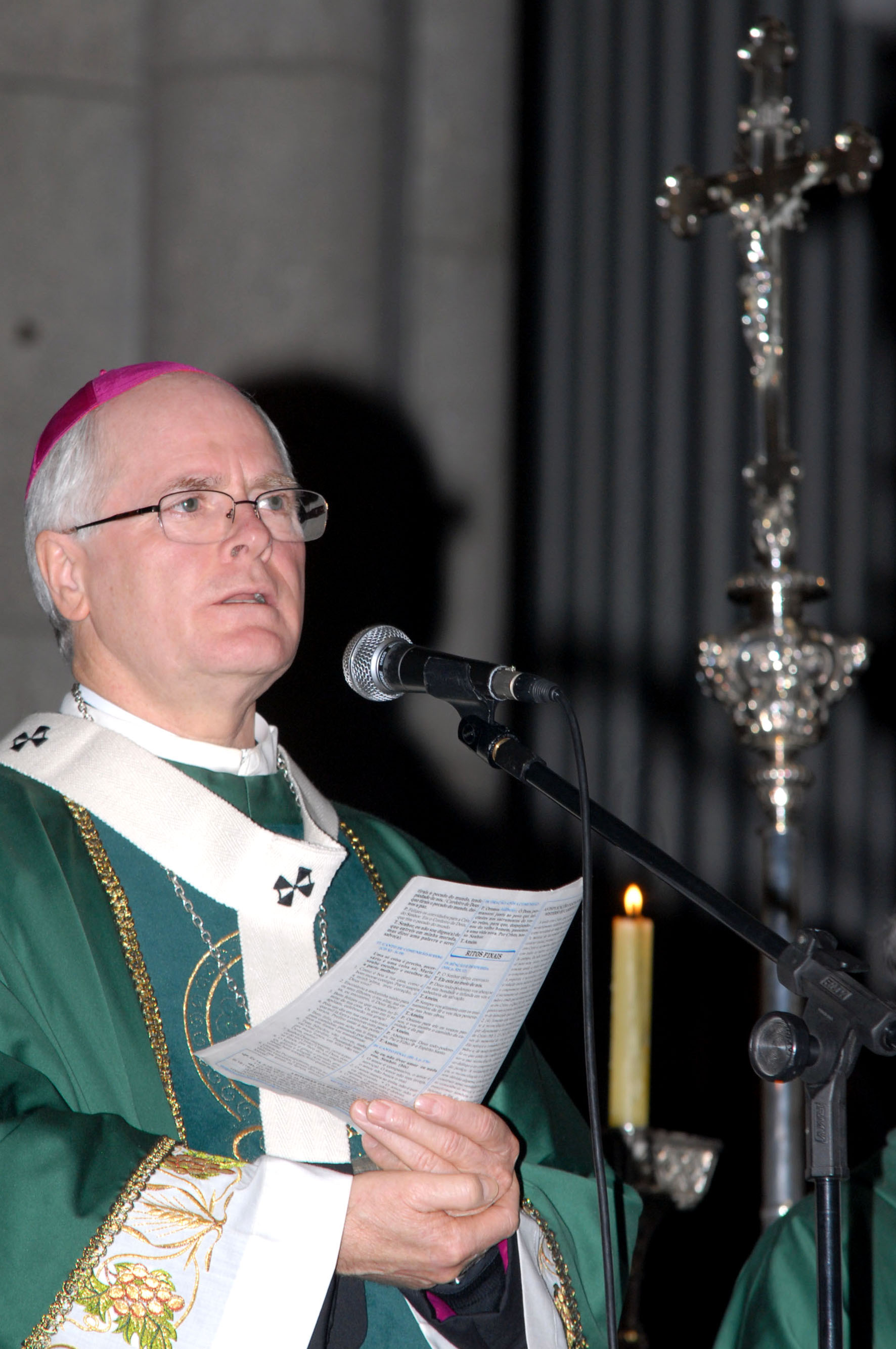
오질루 셰레르 추기경

오질루 페드루 셰레르(포르투갈어: Odilo Pedro Scherer, 1949년 9월 21일 ~ )는 브라질의 가톨릭 성직자이다.
히우그란지두술주 출신으로, 1976년 사제 서품을 받았다. 파라나 주의 신학교와 로마의 교황청 소속 그레고리오 대학교에서 신학을 전공했다. 카스카베우와 톨레두에서 사목 활동과 신학 교육을 하였다. 2001년, 상파울루 대교구의 보좌주교로 임명되었고, 2007년 3월 21일 상파울루 대교구 대주교로 승품되었고, 교황 베네딕토 16세에 의해 추기경에 임명되어 그 해 11월 24일 추기경에 서임되었다. 2013년, 교황 베네딕토 16세가 사임하자 후임 교황 후보로 거론되기도 했다.